# 知見
| ウィキペディアには「知見」という見出しの百科事典記事はありません（タイトルに「知見」を含むページの一覧/「知見」で始まるページの一覧）。 代わりにウィクショナリーのページ「知見」が役に立つかもしれません。 |